# Alex Schwers

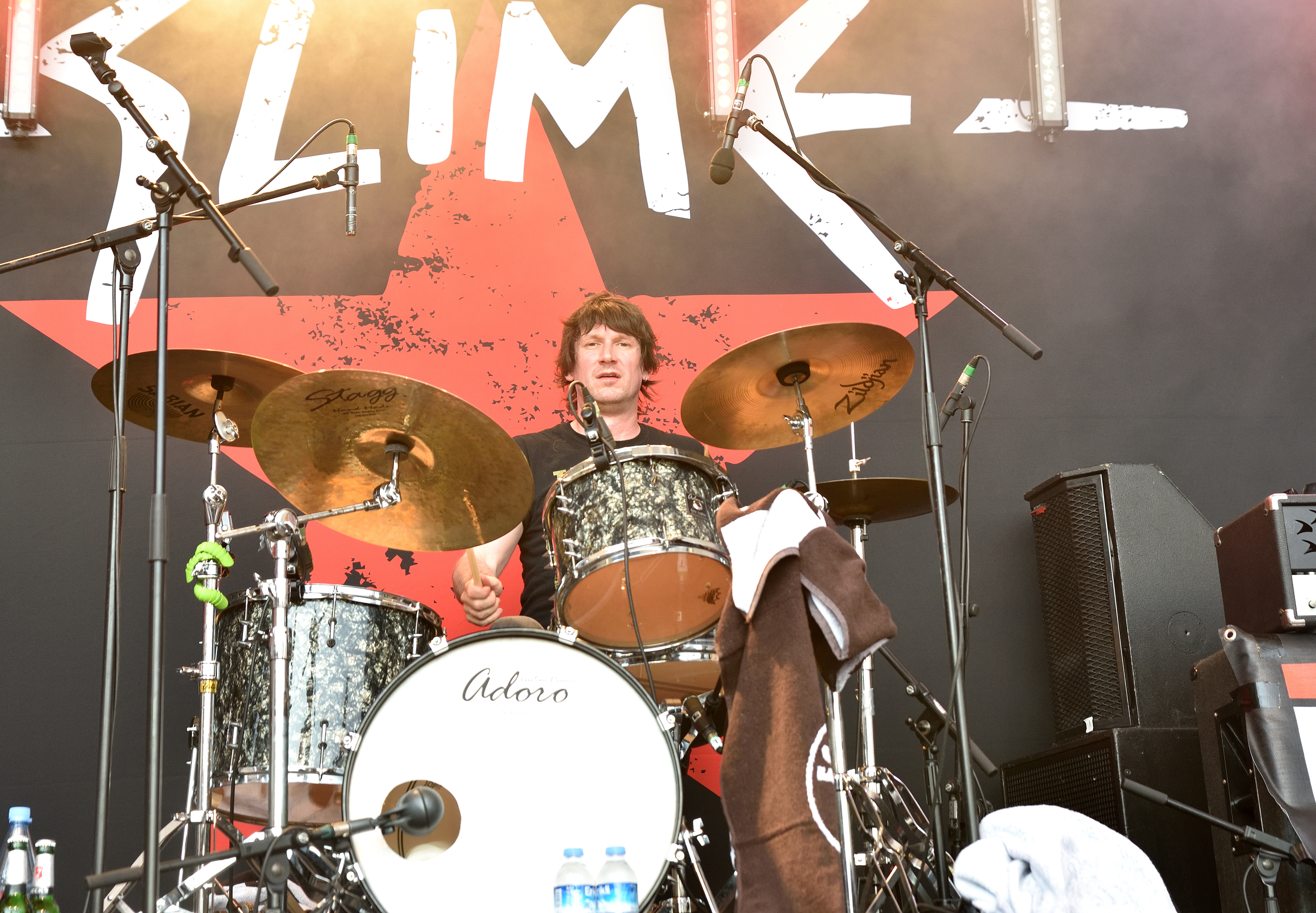
Alex Schwers beim Hafen Rock 2016

Alex Schwers (* 23. Mai 1973 in Gladbeck) ist ein deutscher Musiker, Konzert- und Festivalveranstalter. Er veranstaltet die Punk-Festivals Ruhrpott Rodeo und Punk im Pott und ist unter anderem Schlagzeuger der Punkband Slime und der NDH-Band Universum25.

## Leben
Alex Schwers wuchs in Gladbeck auf. 1987 besuchte er als 15-Jähriger sein erstes Punkkonzert in der Zeche Carl in Essen. Seit 1989 spielt er in diversen Bands, hauptsächlich am Schlagzeug. Seine ersten Bands waren die Punkband Misery LC und die Glamrock-Band Gesa Braaster. Ab 1991 spielte er bei Hass. Er hat für viele Bands live und im Studio gespielt, unter anderem WIZO, Sondaschule, Deichkind, Eisenpimmel, Die Mimmis, Rasta Knast, Knochenfabrik und Chefdenker. Von 1998 bis zu dessen Tod im Jahr 2000 spielte er auch Schlagzeug für den Schlagersänger Ibo. Seit ihrer Reunion 2010 ist Schwers Schlagzeuger bei Slime.
Er begleitet regelmäßig amerikanische Acts wie Jeff Dahl und Sonny Vincent als Schlagzeuger auf deren Europatouren.
Seit 2017 ist er vermehrt als Produzent tätig und hat unter anderem das Album „This ist Bochum not LA“ der Band Die Shitlers und die Düsseldorfer Band Kloode produziert.
Im Januar 2021 veröffentlichte er unter dem Synonym Swag Boy Alex sein erstes Solo-Album mit dem Titel „Hubschrauber & Dinosaurier“. Bei den Aufnahmen wurde er unter anderem von Slime-Gitarrist Elf, Bela B. sowie Musikern von U.D.O., Egotronic und The Adicts unterstützt.
Parallel war er auch oft in der Avantgarde Musikszene tätig und hatte von 2016 bis 2019 ein Duo mit dem Münsteraner Saxophonisten Jan Klare. Aus dieser Kooperation gingen eine gemeinsame Vinyl-Veröffentlichung hervor sowie gemeinsame Aufnahmen mit FM Einheit von Einstürzende Neubauten und dem Gitarristen Caspar Brötzmann. In den 90er-Jahren war Schwers Schlagzeuger der Jazzrock-Band Jupiter 5.
Neben seinen Tätigkeiten als Musiker veranstaltet Schwers im Ruhrgebiet seit 1999 das Indoor-Festival Punk im Pott und seit 2007 mit dem Ruhrpott Rodeo das inzwischen größte deutsche Punkfestival.
Alex Schwers lebt in Gladbeck, ist verheiratet und hat zwei Kinder.

## Diskografie
- 1994: Misery LC - Same (LP)
- 1994: Hass - Liebe ist tot (LP)
- 1995: Hass - Leise rieselt der Schnee (LP)
- 1995: Shityri - 1.2.3.4. (LP)
- 1996: Hass - Anarchistenschwein (LP)
- 1996: Hass - Für die besten Fans der Liga (EP)
- 2000: Hass - Endstation (LP)
- 2001: Shopmouse - Countryside (Single)
- 2005: Jeff Dahl Group - Wild At Heart
- 2009: Eisenpimmel - Fü´ße hoch, Fernsehn an, Arschlecken! (LP)
- 2012: Slime - Sich fügen heißt lügen (LP)
- 2012: Deichkind - Befehl von ganz unten (LP)
- 2014: Hass - Kacktus (LP)
- 2014: Die Mimmis - Fun Punks not dead
- 2015: Slime - Fick das Gesetz (Single)
- 2016: WIZO - Der
- 2016: Frustrice - Same (EP)
- 2016: Eisenpimmel - Viva la nix!
- 2017: Slime - Hier und jetzt (LP)
- 2017: Die Shitlers - This Is Bochum (LP)
- 2018: Kloode - Grand Somelier (LP)
- 2019: Herr Schwers - A.S.o.t.B. (EP)
- 2019: Slime - on 45 (EP)
- 2020: Slime - Wem gehört die Angst (LP)
- 2020: Vkgoeswild - Happiness is not the Point
- 2021: Swag Boy Alex - Hubschrauber & Dinosaurier (LP)
- 2021: Sondaschule - Bier für lange
- 2023: Universum25 - Universum25